# 火龍捲

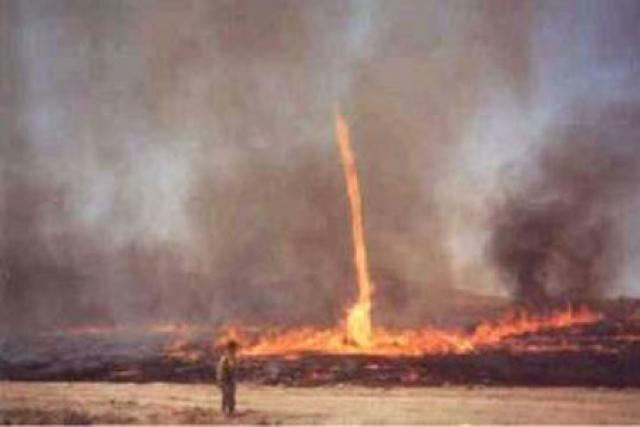
火龍捲的旋渦

火龍捲，又稱為火焰龙卷风、火焰漩涡、火災旋風等，是當空氣中的漩涡亂流因為高熱及風向造成的湍流結合而形成，在旋風內有火焰。當這些渦旋空氣繼續收緊至類似龍捲風的結構時，可以吸入燃燒中的碎塊雜物及可燃氣體，從而使旋風點起火焰。

## 形成
火旋風有一個核心部分，實際上是由火和旋轉的空氣，不斷從外吸收新鮮的氧氣到其核心。一般的火龍捲核心，約0.30〜0.91米寬、15到30米高。在適當條件下可以形成大型的火龍捲，達十多公尺寬，超過300公尺高。火旋風的核心溫度可高達1,090°C，熱到足以使潛在重燃灰燼從地上吸起來。在通常情況下，這已經足夠可以變成火焰渦流或火龍捲。
對於大多數火龍捲來說，當其燃點起的地上植被釋放出來的可燃燒含碳量高氣體，能夠助長火龍捲。即或這些氣體乃因為其他原因而透過燃燒被釋放出來，若然被空氣渦流吸入，當其身處環境一旦能夠提供足夠及已達特定溫度的氧氣時，這些氣體就會立即點燃起火，從而形成了火龍捲那高高瘦瘦的核心部分。
現實世界的火旋風一般移動相當緩慢。火龍捲可以使其路徑上遇到的物體被點燃，也可以把燃燒中的碎片投擲到其周圍環境。由火龍捲引起的風也同樣危險：大型火龍捲引起的風，其風速可以超過100英里每小時（160每小時）。這種風速的強度足以擊倒樹木。
火龍捲可以持續個多小時，而且往往不能直接撲滅。

## 參看
- 火災暴風
- 水龍捲

## 外部連結
- http://vimeo.com/alicespringsfilmtv/skyfire/ Fire tornado video (whirl) 11 September 2012 Alice Springs Australia.
- Photo （页面存档备份，存于）
- www.abc.net.au/news （页面存档备份，存于） Australian researchers document world-first fire tornado.
- Catalyst story: Fire Tornado （页面存档备份，存于）
- Another photo （页面存档备份，存于）
- www.youtube.com （页面存档备份，存于） Video of a Fire whirl (0:30), Brazil.
- . BBC. 25 Aug 2010. （原始内容存档于2015-09-21）.